# إبراهيم عبد الرازق
إبراهيم عبد الرازق (18 مايو 1942 - 29 يناير 1987) هو ممثل مصري.

## حياته ونشأته
ولد في عام 1942 في كفر الترعة القديم مركز شربين بمحافظة الدقهلية في جمهورية مصر العربية. عمل في المسرح، واشترك في أدوار سينمائية صغيرة قاربت من الستين فيلماً، وقدم العديد من الأعمال التلفزيونية، أشتهر بتقديم شخصية كفار قريش، وله ابنة واحدة.

## أعماله
| السنة | اسم الفيلم               |
| ----- | ------------------------ |
| 1973  | حمام الملاطيلي           |
| 1975  | الكداب                   |
| 1976  | أزواج طائشون             |
| 1976  | المذنبون                 |
| 1977  | امرأة من زجاج            |
| 1977  | الأقمر                   |
| 1977  | الندم                    |
| 1977  | مكالمة بعد منتصف الليل   |
| 1977  | البعض يذهب للمأذون مرتين |
| 1978  | الندم                    |
| 1979  | المتوحشة                 |
| 1979  | وتمضي الأحزان            |
| 1980  | تحدي الأقوياء            |
| 1983  | عنتر شايل سيفه           |
| 1983  | درب الهوى                |
| 1985  | المطارد                  |
| 1985  | الطاغية                  |
| 1985  | سعد اليتيم               |
| 1986  | شارع السد                |
| 1986  | المتمردة                 |
| 1986  | بستان الدم               |

## وفاته
توفي عام 1987م على خشبة المسرح وهو يؤدي دوره الأخير في مسرحية كعبلون أمام الممثل سعيد صالح  وكانت صدمة لكل الحاضرين. كان يعتبر في هذا الوقت من أكثر الممثلين احتراما ومقاما.